# قیام مردم سیستان
قیام مردم سیستان نخستین قیامی که پس از حادثه عاشورا، برای خونخواهی حسین بن علی بر ضد حاکمان اموی به وقوع پیوست.
این قیام، اولین قیام بعد از عاشورا است که کمتر از چندماه پس از واقعه کربلا رخ داد.

## پیش زمینه
سیستان یکی از مناطق مهم آن زمان بود و حاکم آن از طریق والی کوفه انتخاب می‌شد. مردم سیستان پس از پذیرش اسلام، در راه خدا و ولایت علی بن ابی‌طالب بسیار کوشیدند و در تاریخ افتخارات مهمی به نام خود ثبت کردند.

### پذیرش ولایت علی
مؤلف تاریخ سیستان می‌نویسد: در زمان خلافت عثمان، «عبدالرحمن بن سمرة بن حبیب» والی سیستان بود. با شروع خلافت علی وی با اموالی که از بیت‌المال سیستان در اختیارش بود، به معاویه پیوست و نزد او ماند. پس علی، «عبدالرحمن بن جرو الطایی» را والی سیستان کرد. با شروع جنگ صفین، عبدالرحمن طایی برای یاری علی نزد وی بازگشت. معاویه نیز از فرصت بهره برد و باز عبدالرحمن بن سمره را به سیستان اعزام کرد؛ اما مردم از پذیرش و همراهی او امتناع کردند و بزرگان و علمای شهر گفتند ما پیشوایی می‌خواهیم که پیرو سنت محمد و علی بن ابی طالب باشد. به دنبال آن علی بن ابی طالب به نوبت، والیانی به سیستان فرستاد تا بر آنجا حکم برانند.
پس از کشته شدن عبدالرحمن بن جرو، عون بن جعدة، فرستاده بعدی علی نیز در راه عراق کشته شد. عبدالله بن عباس، که از سوی علی بن ابی‌طالب والی بصره بود فرمان یافت فردی را به سیستان بفرستد. او نیز ربعی بن کاس را به همراهی حصین بن ابی‌الحر و ثابت بن ذی حره، همراه با چهار هزار تن به این منطقه فرستاد و حکومت این منطقه را در دست گرفت.
این موضع‌گیری مردم در مقابل اقدام معاویه، نشان می‌دهد که مردم سیستان از آغاز از موالیان علی و اهل بیت محمد بوده‌اند.

### عدم سب علی
در سال ۴۱ قمری معاویه همه خطیبان و امامان جمعه را در سراسر دنیای اسلام، مکلف کرد که در خطبه‌هایشان علی بن ابی طالب را لعن کنند، مردم سیستان زیر بار این ننگ نرفتند و حتی این امتناع را در قرارداد صلح با حاکمان اموی گنجاندند. با اینکه در همان زمان خاندان زیاد بن ابیه از طرف معاویه بر سیستان حکم می‌راندند، مردم سیستان از ارتکاب آن عمل ننگین سر باز زدند و حکام وقت، ناچار آنها را آزاد گذاشتند.
زکریا بن محمد قزوینی می‌نویسد:
«اهل سجستان (سیستان) و مردمان آن نیک اعتقاد می‌باشند… بهترین وصف ایشان آن است که در زمان غلبه بنی امیه، که حکم به لعن امیر مؤمنان علی (علیه‌السّلام) نمودند، اهل سجستان امتناع بلیغ در قبول این حکم نمودند و هرگز مرتکب این عمل شنیع نشدند».

## قیام
در زمان شهادت حسین بن علی، برادر عبید الله بن زیاد یعنی عباد بن زیاد در سیستان حکومت می‌کرد. معاویه او را در سال ۵۳ ق به امارت سیستان گماشته بود. پس از واقعه کربلا و شهادت حسین بن علی و اسارت اهل بیت ایشان و انتقال آن‌ها از کوفه به شام، و انعکاس آن در سراسر دنیای اسلام، مردم سیستان با شنیدن این خبر به خونخواهی حسین بن علی بر ضد یزید بن معاویه و حکمران او در سیستان، قیام کردند.

### تاریخ قیام
کتاب تاریخ سیستان ابتدای اعتراض مردم سیستان به بنی امیه را وقت رسیدن خبر حسین بن علی و اسارت خاندان اهل بیت به مردم سیستان بیان می‌دارد و در ادامه قیام‌هایی در سیستان علیه بنی امیه صورت می‌گیرد.
با توجه به فاصلهٔ بیش از ۲۶۳۳ کیلومتری کوفه با سیستان که از کتب جغرافیایی می‌توان به دست آورد، این خبر احتمالاً یک یا دو ماه بعد از شهادت به مردم سیستان می‌رسد، ازاین رو به احتمال زیاد خبر شهادت حسین بن علی در اواخر ماه صفر یا ماه ربیع الاول به مردم سیستان می‌رسد و با رسیدن این خبر اعتراضات علیه حاکمیت شروع می‌شود.
به گواهی تاریخ، نخستین قیام مردمی بر ضد بنی امیه، کمتر از چند ماه پس از واقعه کربلا، به دست مردم سیستان برپا شد؛ زیرا تا زمان زنده بودن یزید بن معاویه هیچ قیامی به خونخواهی حسین بن علی جز قیام مردم سیستان در منابع ثبت نشده است. شاهد این قضیه وجود گزارشات تاریخی از گفتگوی یزید بن معاویه با عبّاد بن زیاد پس از فرار وی از منطقه است.

### شروع قیام‌ها علیه حاکمیت
کتاب تاریخ سیستان به پارهای شورش اشاره می‌کند؛ یعنی یک قیام نبوده و چندین قیام به تعدد مکانی و زمانی در سیستان صورت گرفته است که منجر به عزل عباد از حاکمیت سیستان می‌گردد ازاین‌رو می‌توان گفت که قیام‌های مردم سیستان در سال ۶۱ هجری انجام گرفته است.

### شرح قیام
مؤلف کتاب تاریخ سیستان می‌نویسد که پس از واقعه کربلا و شهادت امام حسین و اسارت اهل بیت رسول خدا و امیر مؤمنان علی (علیه‌السّلام) از کوفه به شام، و انعکاس آن در سراسر دنیای اسلام، مردم سیستان با شنیدن این خبر به خونخواهی حسین بن علی بر ضد یزید بن معاویه و حکمران او در سیستان، عباد بن زیاد (برادر عبید الله بن زیاد عامل جنایت کربلا) قیام کردند. با اینکه در آن موقع، حکمران سیستان، هم سپاه و هم نیروی انتظامی و هم محکمه قضا در اختیار داشته، و کاملاً بر اوضاع مسلط بوده است، ولی همین که عده‌ای از مردم آغازگر قیام شدند، عباد بن زیاد درنگ را جایز ندانست و با برداشتن بیست میلیون درهم موجودی بیت‌المال، از سیستان فرار کرد؛ به طوری که سیستان ماه‌ها بدون والی ماند. پیداست که اگر عباد نمی‌گریخت و در سیستان مانده بود، جان خود را از دست می‌داد. بعد از چند ماه، عبیدالله بن زیاد به جای والی سابق، دو برادر دیگرش، یزید بن زیاد و ابوعبیده بن زیاد را باهم به سیستان فرستاد. طبعاً آنها نیز با مدارا با مردم سیستان رفتار کردند تا توانستند اوضاع را آرام کنند و به حکومت خود ادامه دهند.

### خروج عباد و وقایع بعد از آن
بسیاری از منابع به تغییر حاکمیت سیستان بعد از شهادت حسین بن علی اشاره کرده‌اند.
قیام‌های مردم سیستان موجب گردید که در سال ۶۱ هجری حاکمیت برای فرونشاندن اعتراضات حاکم سیستان را از این منطقه عزل کند.
پس از فرار عباد بن زیاد از سیستان، سیستان برای مدتی بدون حاکم بود.
بعد از چند ماه، عبیدالله بن زیاد به جای والی سابق، یزید بن زیاد را به عنوان حاکم سیستان به سیستان می‌فرستد که در این جریان ابوعبیده بن زیاد با او همراهی می‌کند.
پس از مدتی اختیار انتخاب حاکمیت سیستان از عبیدالله، حاکم بصره به دلیل شراکت در شهادت حسین بن علی سلب شد.
منابع از وجود ناامنی و اقداماتی علیه حاکمیت در سیستان گزارش می‌دهند.
اختیار انتخاب حاکمان سیستان و خراسان از عبیدالله سلب شد.
کتاب تاریخ سیستان علت آن را قیام‌های این خطه به خون خواهی سیدالشهدا و ناامن شدن سیستان می‌داند.